# Ступаченко Таїса Антонівна
Таїса (Таїсія) Антонівна Ступаченко (нар. 24 червня 1932, село Дніпровське, тепер Очаківського району Миколаївської області — ?) — українська радянська діячка, бригадир садово-виноградарської бригади радгоспу-заводу «Радянський сад» Миколаївського району Миколаївської області. Депутат Верховної Ради УРСР 8—10-го скликань.

## Біографія
Народилася в селянській родині. Освіта середня. У 1948 році закінчила Благодатненську сільськогосподарську школу садівництва і виноградарства Миколаївської області.
З 1946 року — робітниця радгоспу, учениця сільськогосподарської школи, садівник-виноградар та технолог винного цеху радгоспу «Водники» Миколаївської області.
З 1952 року — бригадир садово-виноградарської бригади радгоспу-заводу «Радсад» («Радянський сад») Миколаївського району Миколаївської області. У бригаді Ступаченко середньорічна врожайність винограду становила 87 центнерів із гектара. Бригаді було присвоєно звання колективу комуністичної праці.
Потім — на пенсії.

## Нагороди
- два ордени Леніна
- орден Трудового Червоного Прапора
- орден Дружби народів
- медаль «За доблесну працю. В ознаменування 100-річчя з дня народження Володимира Ілліча Леніна» (1970)
- медалі
- лауреат Державної премії СРСР (1978)